# AGM-129 ACM
O AGM-129 ACM  é um míssil de cruzeiro subsônico com características furtivas armado com uma ogiva nuclear, originalmente projetado e produzido pela General Dynamics. O AGM-129 é utilizado exclusivamente pelo bombardeiro estratégico B-52  Stratofortress da Força Aérea dos Estados Unidos.